# إسلام أباد جلين
إسلام أباد جلين (بالفارسية: اسلام‌آباد جلین) هي قرية تقع في غلستان في إيران. يقدر عدد سكانها بـ 1,288 نسمة .